# Sphaeralcea pedatifida
Sphaeralcea pedatifida là một loài thực vật có hoa trong họ Cẩm quỳ. Loài này được (A. Gray) A. Gray miêu tả khoa học đầu tiên năm 1887.